# Хосе Альфонсо Пісарро
Хосе Альфонсо Пісарро, маркіз дель Вільяр (ісп. José Alfonso Pizarro; 1689–1762) — іспанський морський офіцер і колоніальний чиновник, віце-король Нової Гранади від 1749 до 1753 року.

## Біографія
Ще юнаком Пісарро почав службу в ордені госпітальєрів, а згодом вступив до лав королівського флоту, дослужившись до звання адмірала.
Після початку тихоокеанської експедиції британського адмірала Джорджа Ансона іспанський уряд відрядив Пісарро з шістьома суднами й піхотою до Чилі. Ескадра прибула до Ла-Плати 5 січня 1741 року. Намагаючись перехопити британський флот, Пісарро втратив два судна через шторм та був змушений повернутись на ремонт. Під час другого походу іспанці знову втратили два судна, після чого Пісарро повернувся до Монтевідео. Звідти він відрядив фрегат «Есперанса» на патрулювання до Тихого океану, а сам, перетнувши Анди, пішов до Перу, де впродовж деякого часу виконував обов'язки командувача військово-морських сил.
Вже після укладення миру з англійцями на флагмані Пісарро стався бунт: більшість команди судна складали індіанці, які піднялись проти іспанців та вбили чатового на палубі. Після того вони заволоділи судном, однак адмірал зумів убити ватажка, і бунт було придушено.
1749 року був призначений на посаду віце-короля Нової Гранади. Після цього, на початку листопада того ж року, він прибув до Картахени-де-Індіас на фрегаті «Варікочеа». За свого врядування Пісарро запровадив монополію на виробництво алкоголю, що спричинило певні заворушення. Також він провів реорганізацію монетного двору й покращив комунікацію між Боготою та Картахеною. Пісарро розпочав реконструкцію кам'яного мосту Сан-Антоніо в Боготі. Ті роботи завершив уже його наступник, Хосе Соліс Фольч де Кардона.
1753 року закінчив свою каденцію на посту віце-короля й повернувся до Іспанії.